# Turicia
La S.A. Turicia est une société d'étudiants fondée à Zurich en 1860. Elle fait partie de la section zurichoise de la société des étudiants suisses (S.E.S.) et du Bund Akademischer Kommentverbindungen (Block). 

## Histoire de la Turicia

### Création
En novembre 1860 le mensuel de la SES « Monat Rose » rapporte la fondation d’une section zurichoise de la S.E.S..Celle-ci est alors composée de cinq membres, Anton Petrelli étudiant à l’EPFZ et de quatre étudiants en médecine Franz Bridler, Paul Egger, Robert Lenz et Ernst Müller.

### Difficultés du début
Une lettre à la section Lucernoise exprime les difficultés que les sociétaires ont pour s’intégrer dans une ville protestante comme Zurich. En effet ses membres sont les premiers à ne pas exclusivement étudier dans une université catholique mais suivent des cours dans les universités protestantes de Berne, Zurich et Bâle. Afin de défendre les droits d’une minorité catholique en voie de disparition la section zurichoise de la SES décide de s’allier avec des autres représentants de la minorité catholique telles que les chœurs et les associations de compagnons (Gesellenverein).

### Percée et renforcement
Durant le semestre d’été 1883 le sénat de l’université de Zurich reconnait officiellement la Turicia comme une société d’étudiants catholique et durant le semestre d’hiver 1883/84 celle-ci est intégrée dans l’assemblée générale des étudiants. Dès décembre 1884 les sociétaires se mettent à porter les couleurs rouges, blanches et vertes en public. En février 1886 la Turicia fête déjà ses 25 ans. C’est durant la fête centrale de Sursee que l’AV Turicia, l’AKV Burgundia et l’AKV Burgundia fêtent la création du « Dreibund » une alliance qui s’engagera à promouvoir la culture et la vie de Stamm au sein de la SES.

### Début duXXesiècle
Au début du XXe siècle la Turicia connait une période mouvementée : la société est composée de soixante membres et pour la première fois les thèmes de l’acquisition d’une maison et la scission sont abordés. Un nouveau drapeau, une nouvelle devise « in fide firmitas » et de nouvelles couleurs ; orange, blanche et verte marquent l’année 1903.
Le 24 février 1912, pour faire face à un débordement d'activité, la société décide de procéder à une transformation. Il en résulte la naissance de la société fille : les Kyburger, dont la Turicia parrainera le baptême du premier drapeau au courant de l’été 1912.

### Seconde Guerre mondiale
Le troisième drapeau est baptisé en 1935 lors du 75e anniversaire de la Turicia. Au courant de l’été 1942, la Turicia participe à la création du nouveau « Block». Cet événement n’est pas dû au hasard, il marque la volonté des membres de la SES de préserver la liberté nationale. 
Après la guerre, la Turicia noue des liens avec les sociétés d’étudiants allemandes et autrichiennes notamment la K.D.St.V. Trifels à Munich et la Alpina à Innsbruck.

### Retrait du Block et 1968
En 1951, durant la fête centrale de Wil, la Turicia refuse d’élire le candidat officiel au poste de président central en argumentant que celui-ci n’est pas un vrai membre du « Block ». Cette décision provoque de houleux débats et les injures proférées à l’égard de la société zurichoise poussent celle-ci à se retirer du « Block».
En 1960 les anciens membres décident de faire l’acquisition d’une maison afin de loger ses membres. Durant la période houleuse de mai 1968 l’obligation du port des couleurs est abolie et les sociétaires membres du parti socialiste sont tolérés.

### Crises et résurrection
Durant les années 1970 la Turicia connait une période de crise, la société perd son Stamm et ses membres deviennent de moins en moins nombreux. Pour faire face à ces problèmes les anciens membres décident de rénover la maison et de créer une revue semestrielle la « Turicer-info ». Vers 1985 la Turicia fête son 125e anniversaire, de nouveaux membres commencent à affluer la crise semble passée. 
Afin d’avoir une plus grande indépendance la Turicia décide de faire l’acquisition de son propre Stamm dans le Niederdörfli Zurichois. Vers la fin des années 1990 la société doit à nouveau faire face à une crise, l’absentéisme grandit et la motivation est en baisse. C’est au début du nouveau millénaire avec l’arrivée de nouveaux membres motivés que la Turicia retrouve une période de croissance. En 2010 la Turicia fêtera son 150e anniversaire.